# 분석어
분석어(영어: analytic language)는 어근/어간 단어 연쇄에 전치사, 후치사, 불변화사 및 수식어가 수반되고 접사를 거의 사용하지 않는 자연어 유형이다. 이는 여러 개념을 단일 단어로 합성하고 접사를 정기적으로 사용하는 종합어와 대조된다.
위치어(位置語)라고도 부른다.

## 같이 보기
- 고립어 (언어유형론)
- 고립어 (비교언어학)
- 언어 순환 진화 가설